# Adolfo Pérez
Adolfo Alejandro Pérez y Gutiérrez (* 25. März 1897 in Buenos Aires; † 23. August 1977 ebenda), bekannt als Pocholo, war ein argentinischer Bandoneonist, Bandleader und Tangokomponist. 

## Leben
Pérez hatte den ersten Bandoneonunterricht bei Domingo Cichitti, einem musikalischen Autodidakten, der als Fleischer arbeitete. Später studierte er Musiktheorie bei dem Geiger Alejandro Gutiérrez del Barrio. Im Alter von siebzehn Jahren debütierte er in einem Lebensmittelgeschäft mit dem Geiger Enrique Greco und dem Gitarristen Elías De Lellis. Später trat er mit seiner Formation in Bars und Cafés auf.
1918 schloss er sich dem Orchester Juan Maglios an, in dem er und Maglio Bandoneon spielten, Pepino Bonano und José Suino Geige und Luis Suárez Tapia Klavier. Er trat mit Maglio in der Bar Domínguez und den Kinos Select Lavalle und Suipacha auf, veranstaltete eine Show in Tandil und spielte Aufnahmen beim Label Nacional ein. 1924 nahm er mit Roberto Firpos Orchester (mit Francisco Della Rocca, Rafael Rossi, Juan Bautista Guido, Ernesto Bianchi und Firpo selbst am Bandoneon, Elvino Vardaro, Cayetano und Emilio Puglisi und Octavio Scaglione Piscoto, Geige, und José Puglisi, Kontrabass) am ersten Concurso de Tangos del Disco Nacional teil.
Danach spielte er bis 1926 wieder mit einer eigenen Formation im Café Colón, im Café Las Orquídeas und im Palacio de los Billares. 1924 debütierte er auch beim Radio im Trio mit dem Geiger Alpidio Fernández und dem Bandoneonisten Alejandro Scarpino. Von 1927 bis 1929 trat er in einer Duoformation mit dem Pianisten Ricardo Olivera bei Radio Nacional auf. Nach der Trennung von Olivera gründete Pérez wieder ein eigenes Orchester, in dem er selbst, Francisco Bonafina und Luis García Bandoneon spielten, Elvino Vardaro, Roberto und Teodoro Guisado Geige, Osvaldo Schelotto Klavier und Alfredo Corletto Kontrabass.
Darauf schloss er sich dem Orchester der Sängerin Virginia Doris an. Mit diesem trat er 1930–31 bei verschiedenen Radiosendern und bei Shows im Luna Park, im Rialto und im  Teatro Nacional auf. In der Besetzung mit ihm, Víctor Angulo und Luis García (Bandoneon), Roberto Guisado, José Bibiloni und Gerónimo Bongioni (Geige), Marino García und Alfredo Pirilo – gelegentlich auch Ismael Gómez und Héctor Acosta (Gitarre) und Francisco Russo (Flöte) – entstanden 1934 u. a. die Aufnahmen Lejos de mi bien amado (von Gerardo Metallo), Una noche de garufa (von Héctor Arolas), Loca de amor (von Pablo Vázquez) und Independencia (von Alfredo Bevilacqua). 
1935 trennte sich Virginia Doris von der Formation, um ihre Laufbahn als Solistin zu verfolgen. Nach einer längeren Pause spielte Pérez’ Orchester – nun in der Besetzung Víctor Angulo und Luis García, Bandoneon; Roberto Guisado, Teodoro Guisado und Juan Bibiloni, Geige; Nicolás Vaccaro, Klavier; José Casanellas, Flöte; Miguel Tafuri, Kontrabass – erst ab 1948 neue Aufnahmen ein. Bei einigen Titeln spielten Ismael Alloco oder Potrillo César Zagnoli Klavier. 1945 kehrte Virginia Doris zurück und nahm mit Pérez den Tango Un lamento (von Juan Carlos Cobián und Pedro Numa Córdoba) und den Walzer Violetas (von Juan Maglio und Francisco Brancatti) auf. 1957 löste Pérez wegen gesundheitlicher Probleme sein Orchester auf und zog sich vom Musikgeschäft zurück.